# Giesensdorf
Giesensdorf är en kommun och ort i Kreis Herzogtum Lauenburg i förbundslandet Schleswig-Holstein i Tyskland.
Kommunen ingår i kommunalförbundet Amt Lauenburgische Seen tillsammans med ytterligare 24 kommuner.